# Casbia ditissima
Casbia ditissima là một loài bướm đêm trong họ Geometridae.